# Kim Yong-sik (futbolista)
Kim Yong-sik (25 de julio de 1910 en Sinchon - 8 de marzo de 1985 en Seúl) fue un futbolista surcoreano que se desempeñaba como centrocampista.
Kim Yong-sik jugó 3 veces para la selección de fútbol de Japón entre 1936 y 1940. Kim Yong-sik fue elegido para integrar la selección nacional de Japón para los Juegos Olímpicos de Verano de 1936.

## Trayectoria

### Selección nacional
| Selección | País                  | Año         |
| --------- | --------------------- | ----------- |
| Absoluta  | Japón y Corea del Sur | 1936 - 1940 |

## Estadística de equipo nacional
| Selección de Corea del Sur | Selección de Corea del Sur | Selección de Corea del Sur |
| Año                        | Part.                      | Goles                      |
| -------------------------- | -------------------------- | -------------------------- |
| 1936                       | 2                          | 0                          |
| 1937                       | 0                          | 0                          |
| 1938                       | 0                          | 0                          |
| 1939                       | 0                          | 0                          |
| 1940                       | 1                          | 0                          |
| Total                      | 3                          | 0                          |